# Fityók

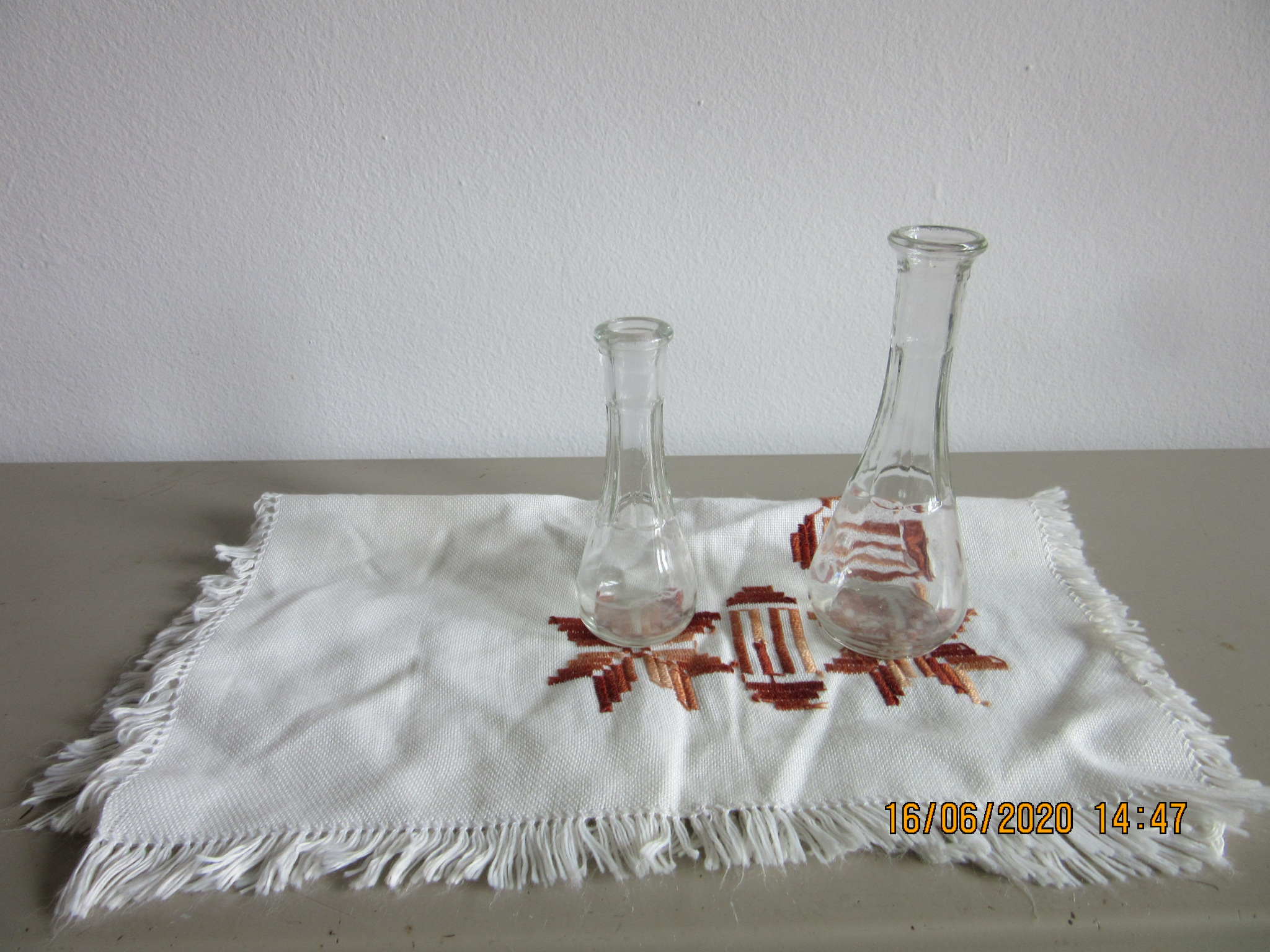
Fityókok

A fityók egy alul hasas, felfelé szűkülő, 0,5 vagy 1 dl űrtartalmú üvegkorsó (karaf). Ismert a füles vagy fül nélküli változata is.
A 19. század elején röviditalok kimérésére és elfogyasztására szolgált. Elsősorban a Dél-Alföldön, Bácskában (a mai Vajdaságban is) használatos tájszó. 
A Tiszántúlon és Erdélyben inkább a fütyülős üveget használják.
A fityók szinonimája a pityók is. Pityókos, pityókás vagy pityós az, aki több fityók italt fogyasztott, vagyis pityókázott, pityizált.
Horvátországban ismerik Čokanj néven, ritkábban Fraklić. Szlavóniában átvették a magyaroktól a nevet: fićok. 0,2 dl, 0,3 dl, 0,4 dl űrtartalommal is gyártják manapság.
Szerbiában ismerik Чокањ / чокањчић  néven, ritkábban фраклић. Vajdasági szerbek átvették a magyar nevet: фићок. 0,3 dl, 0,5 dl ürtartalommal gyártják. Egyes templomoknál szenteltvizet töltenek bele.
A Bánság romániai felén már csak carafa néven ismert.